# Jan van der Meij (gitarist)
Jan van der Meij (Amsterdam, 6 juni 1955) is een Nederlands gitarist.

## Loopbaan
Van der Meij maakte tussen 1977 en 1980 deel uit van Vitesse, de band die Herman van Boeyen oprichtte. In 1980 richtte Van der Meij samen met Peter van Straten en Leon Klaasse Powerplay op. De band speelde in  voorprogramma's van onder andere Golden Earring en U2. In de loop der jaren kende Powerplay vele bezettingswisselingen.
Eind jaren negentig was het enige jaren stil rondom Powerplay. Van der Meij werkte in die periode onder andere als gitarist maar ook als co-songwriter samen met Frédérique Spigt op haar cd's uit de periode 1996 tot 2014. Vanaf 2002 trad Powerplay weer op. Daarnaast werkte Van der Meij met onder anderen Jan Rot, zoals op de cd's An + Jan met Marjolein Meijers.  Vanaf 2014 is Van der Meij actief in The Analogues: een band die ernaar streeft het geluid van The Beatles live te reproduceren. Hierin speelt hij samen met onder anderen Bart van Poppel.